# Ewa Farna
Ewa Farna (Třinec, 12 agosto 1993) è una cantante ceca di origine polacca, nata e cresciuta nella regione di Zaolzie.

## Biografia
Durante l'infanzia ha frequentato una scuola elementare e una artistica a Vendryně, dove ha imparato a suonare il pianoforte e a ballare. Ha iniziato la sua carriera musicale partecipando a dei concorsi canori locali sia in Polonia che in Repubblica Ceca tra il 2004 e il 2005.
Il suo talento è stato scoperto dal produttore discografico Lešek Wronka, che le ha permesso di registrare il suo album di debutto Měls mě vůbec rád, facendo di Ewa Farna la rivelazione dell'anno del 2006 alle premiazioni Český slavík. Nel 2007 ha pubblicato il suo secondo album, Ticho, che ha ottenuto più o meno lo stesso successo commerciale del precedente venendo anch'esso certificato disco di platino, e la versione polacca dell'album di debutto, pubblicata solo in Polonia, Sam na sam, che non ha però ottenuto successo, e ha venduto circa solo 1 800 copie. Dopo il suo primo tour viene pubblicato il DVD Blíž ke hvězdám, il più venduto nel 2008 in Repubblica Ceca.
Ewa ritorna nel 2009 con Cicho, la versione polacca di Ticho, che ha più successo di Sam na sam in Polonia, e vende circa 10 000 copie, e col suo terzo album di studio in ceco, Virtuální, del quale nel 2010 pubblica la versione in polacco, intitolata EWAkuacja. L'album è supportato dal tour Buď Virtuální, iniziato il 3 novembre 2009, che si terrà in Repubblica Ceca, Polonia e Slovacchia.
Nel 2013, Ewa Farna ha partecipato come giudice al talent show "Czech&Slovak SuperStar", mentre nel 2014 ha ricoperto lo stesso ruolo nella versione polacca di "X Factor". 
Nel 2021, ha ricevuto il premio come "Miglior Artista Solista" agli Anděl Awards, noti come i "Grammy cechi", per il suo album "Umami"
Nel 2023, Ewa Farna ha continuato ad esibirsi in vari festival e concerti, tra cui il "Naplno Fest" a Brno, dove ha presentato il suo singolo "No Ne". 

Carriera televisiva e riconoscimenti.
Nel 2021, ha ricevuto il premio come "Miglior Artista Solista" agli Anděl Awards, noti come i "Grammy cechi", per il suo album "Umami". 
Ewafarna
Discografia post-2013
- Leporelo (2014): Album in lingua ceca che ha consolidato la sua presenza nel mercato musicale ceco.
- Inna (2015): Versione polacca dell'album "Leporelo", con adattamenti linguistici per il pubblico polacco.
- Umami (2021): Album che ha ricevuto ampi consensi di critica e pubblico, valendole il premio agli Anděl Awards.   Ewafarna

Premi e riconoscimenti
- Český slavík: Ha vinto il premio come "Miglior Cantante Femminile" nel 2021, 2023 e 2024, consolidando la sua posizione di rilievo nella scena musicale ceca.

Attività recenti
Nel 2023, Ewa Farna ha continuato ad esibirsi in vari festival e concerti, tra cui il "Naplno Fest" a Brno, dove ha presentato il suo singolo "No Ne". 
YouTube
Per ulteriori informazioni e aggiornamenti sulla sua carriera, è possibile visitare il suo sito ufficiale. 
Ewafarna
Ewa Farna continua a essere una figura influente nella musica pop-rock dell'Europa centrale, con una carriera in continua evoluzione e una crescente base di fan sia in Repubblica Ceca che in Polonia.

## Discografia parziale
- 2006 – Měls mě vůbec rád
- 2007 – Ticho
- 2007 – Sam na sam
- 2009 – Cicho
- 2009 – Virtuální
- 2010 – EWAkuacja
- 2013 – (W)INNA?
- 2014 - Leporelo: Album in lingua ceca che ha consolidato la sua presenza nel mercato musicale ceco.
- 2015 - Inna: Versione polacca dell'album "Leporelo", con adattamenti linguistici per il pubblico polacco
- 2021 - Unami: Album che ha ricevuto ampi consensi di critica e pubblico, valendole il premio agli Anděl Awards

## Videografia

### Videoclip
- Ewa Farna e Frantisek Segrado Víno je grunt, regia di Martin Kopp (2015)
- Ewa Farna Na ostrí noze, regia di Jacek Kosciuszko (2016)
- David Stypka ed Ewa Farna Dobré ráno, milá, regia di Jonás Cervinka (2017)
- Ewa Farna Vánoce na míru, regia di Janek Cingros (2017)
- TH!S L (Lemmy), regia di Vojtech Kotek (2018)
- Monkey Business Kick the Stupid, regia di Giulio De Blasio (2018)
- OneManShow Foundation Cizí zed, regia di Markus Krug (2018)
- Za100let Za 100 let, regia di Jakub Svoboda (2018)
- Mirai ft. Nikol Stíbrová Dej si rousku, regia di Adell En e Ondrej Kudyn (2020)

## Filmografia
- Uzly a pomerance, regia di Ivan Pokorný (2022)